# 平行植物
平行植物（へいこうしょくぶつ）は、レオ・レオニの同名の著作に登場する架空の植物群である。「時空のあわいに棲み、われらの知覚を退ける植物群」と定義される。
幻想博物誌の類、鼻行類のような架空の生物の系譜に属する。
以下、本稿における平行植物に関する事柄・品種名・団体名・人名などは、すべてレオニによるフィクションである。

## 概要
学術上、La botanica parallelaと称される、今なお解明されざる奇妙な植物群の総称である。便宜上、「植物群」と称されているものの、植物であるかどうかの議論も未だ尽くされておらず、観測者によっては植物以外のまったく別のものに見えてもおかしくはない。
フランコ・ルッソーリにより命名された平行植物学の「平行」とは、この植物が持つ普遍の異質性を指している。平行植物は総じて、特有の「平行色（可視上は黒色）」、人の知覚が通用しない「非実体性」、この世界の物理法則を無視した「超現実性」を備える。
平行植物が一般に知られるようになったのは、イタリアで出版された『La botanica parallela』（1976年、レオ・レオニ）という学術書が大きなきっかけである。日本では1980年代より同書の翻訳版である『平行植物』（訳：宮本淳、工作舎）によって一躍有名になった。
1970年にアントウェルペンで開催された「第一回国際平行植物会議」において、アルファ・グループとベータ・グループへの分類が提唱されている。
1982年には東京で第5回国際平行植物会議が開かれ、大阪大学の上高地教授らを中心に日本でも研究が盛んになった。

## 研究の歴史
平行植物が長い間、表立ったアカデミズムから異端視されてきたのには理由がある。平行植物を記録する事が極めて困難であるためである。
通常、自然物が命名・分類されるには、個体のサンプルが必要となるが、平行植物の多くは、人が「触れる」とたちまち崩壊してただのチリとなってしまう。また、写真撮影を試みてもまともに写らないか、まったく写らないことが多い（ツキノヒカリバナ科のように人の肉眼でも不可視なものもある）。
発見後ほんの一瞬、また数日から数年で掻き消えるように消失する例もあるし、その逆に突如として出現する事もある（ただし、それは観測者の主観でしかない）。
よって、平行植物の記録は、それらが平行化する前後の化石のような痕跡か、観測者によるスケッチと伝聞によるしか手段が無かった。しかしながら、月光に含まれる「o因子」の発見、ポリエフェメロール・レンズの発明、特殊な樹脂（ステオフィティシロール）による封入法の開発、カンポーラ研究所による新たな環境隔離装置の研究などにより、いままで「言葉」でしかなしえなかった平行植物の研究が可能となった。
また、近年はデジタル映像解析やCG、ホログラムなどといった新たな手法が模索されており、さらなる平行植物学の可能性が期待されている。日本のカメラメーカー「ダゴン」では生体素子による記録媒体の研究も進んでいる。

## 便宜上の分類
平行植物に関する研究者が増えるにつれ、分類法についての議論は盛んになった。大筋において「第1グループ」と「第2グループ」という分類を行うという見解がある程度一致していたが、1970年のアントウェルペン会議において、平行植物のグループ名称について「アルファ・グループ」と「ベータ・グループ」に分類を行うというコンセンサスが得られた。これはオーストラリアの植物学者ジョナサン・ハムストンの『特定の物を思い起こさせる名称は避けたい』との提唱により、「アルファ」と「ベータ」という呼び名が暫定的措置として採用されたものである。しかし、それ以後もこの名称は使われ続け、現在に至っている。
「アルファ・グループ」は、通常の知覚で実在を認知でき、手で触れられたり、肉眼で確認できたりするもの。比較的、観測者の知覚が通用するもの。むしろ今まで平行植物であると知られずに傍らにあったようなものである。
「ベータ・グループ」は、アルファ・グループに属するもの以外で、非現実性や非実体性をそなえ、いわば観測者の知覚を拒否するものである。これらについては一括りにできるものでもないので、「便宜上」のさらに「便宜上」の分類であるとも言える。
また、植物以外にもいわゆる「平行化現象」は確認されている。

## 平行植物一覧
- アリジゴク科（Lablllhtiana）
  - アリジゴク（Lablnhtiana labirintia）:迷路状の葉脈がある。
- イロメキ（Frenemona taliensa）
- ウミヘラモ（Lepelara）
  - M.ウミヘラモ（Lepelara Morgentsenii）:すべての植物の始祖。
- オカシシ（Antola enigmatlba）
- カラツボ（Tubolara）:エロティックなシンボル。
- キチガイウワバミ（The Stranglers）
- キマクレダケ科（Protorbis）
  - アカゴタケ（Protorbis minor）:触れると粉と化す。
  - アワレダケ（Protorbis inopsa）
  - カタチェクキマクレ（Katachek Protorbls）
  - コロラドキマクレ（Colorado Protorbis）:別名、イシアタマダケ。平行植物中で最大級の大きさを持つ。
  - ハンブンタケ（Protorbis bisecta）:大きな亀裂がある。
  - マクレダケ（Protorbis torbis）
  - ヤサイダケ（Pro torbis foetida）
- グンバイジュ科（Camporana）
  - アフリカグンバイ（Camporana afnbana）
  - タチグンバイ（Camporana erecta）
  - 七指の燭台（Camporana menorea）
  - 神の恩寵（Camporana cordis）:聖なる物語を冠された。
  - ネグンバイ（Camporana recknatus）
- コダイボウゲ（Apsiturum bracconensis）:古くから伝承に登場する。
- タダノトッキ科（Tirillus）
  - アミノメトッキ（Tirillus maculatus）
  - オマールトッキ（Tirillus omarensis）
  - コイシモドキ（Tirillus mimetious）
  - サムガリトッキ（Tirillus tundrosus）
  - タダノトッキ（Tirillus tirillus）:名称は「只の突起」から。変哲の無い形が問われる。
  - タマフリトッキ（Tirillus bulbosus）:平行化のミッシングリンク。
  - ツキナミトッキ（Tirillus vulgans）:互いに支え続ける運命。
  - ニオイトッキ（Tirillus odoratus）
  - ハクシャクトッキ（Tirillus major）
  - ヒメトッキ（Tirillus minimus）:小型の集落をつくる。
  - フエフキトッキ（Tirillus silvador）
  - フタマタトッキ（Tirillus bifurcatus）
  - マダラトッキ（Tirillus tigrinus）:全身に斑をまとう。
  - マボロシトッキ（Tirillus tlhlrlus extmctus）:起源に連なる化石。
  - メマイトッキ（Tirillus oniricus）
  - ヤドカリトッキ（Tirillus parasiticus）
- ツキノヒカリバナ科（Giraluna）
  - オオツキヒカリ（Giraluna gigas）
  - ツキノヒカリバナ（Giraluna vulgaris）:月光でのみ姿を現す
  - ヒメツキヒカリ（Giraluna minor）
- デカシ（Fontanasa Stalinska）
- テングノボンテン（天狗の梵天）:夜にしか現れず近づけない。
- ハイマメ（Ostunia fluensa）
- フシギネ（Anaclea）:遠近法が通用しない奇妙な存在。
- プリズムソウ（Parensae parumbrosae）
- マネモネ科（Artisia）
  - アルピマネモネ（Artisia Arpii）:単葉の造形。
  - コルデリマネモネ（Artisia Calderii）:その形は普遍の芸術性。
  - ハデヤカマネモネ（Artisia candelabra）
  - マイヒメマネモネ（Artisia maglstra）:3類の個体を持つ。
- ミジンカ（Ninnola preciosa）
- ムソウチク（夢想竹:Bambusa phantasm）:ネオテニー（幼形成熟）をめざした竹。
- ムラサキクモガクレ
- メデタシ（The germinants） 
  - イッポンメデタシ（germinants ones）:脈絡なく生える「芽」のようなもの。
  - コダカラメデタシ（germinants countlessly）:根茎から群れをなして発生している。
  - 母なるキューカンブラ（Mother Cetriolo）
- 森の角砂糖バサミ（The woodland tweezers）:美しいシンメトリーを持つ。
- ユビナリソウ科（Sigurya）
  - イボユピナリ（Sigurya microthele）
  - オイラン（Sigurya erecta）
  - オニユピナリ（Sigurya afrocarpus）
  - バケユビナリ（Sigurya gigas grandiceps）
  - コアクマユピナリ（Sigurya miruma）
  - ヒゲパカマユビナリ（Sigurya barbulata）:沢山のヒゲを垂らす。
  - モンタルバナユビナリ（Sigurya montalbana）
  - ユビスマシ（Sigurya natans）:珍しい水生での発生。
- 夢見の杖科（Solea）
  - 銀の杖（Solea argentea）
  - 侏儒の杖（Solea minor）
  - バンニの杖（Solea Vannii）:バンニ教授により、この科の形態モデルとして作られた。
  - 魔女の杖（Solea major）:その瘤の紋様は幻視を呼び起こす。
  - シャクトリ杖（Solea）
  - 勇者の杖（Solea fortius）

## 類書
『アフターマン』・『鼻行類』と並べて生物系三大奇書とも言われる。この3冊の中では、もっとも生物学色が薄く、科学的とは言えない論調や論旨が多々ある。伝承などへの言及も多い。また、空想的生物を列記する形態の書物には動物を扱ったものがほとんどで、植物だけを扱う例はこれ以外にほとんどない。

## 文献
- 『平行植物』（レオ・レオーニ、宮本淳訳、工作舎、1980/01/11） - ISBN 978-4875024354
- 『平行植物』（レオ・レオーニ、宮本淳訳、筑摩書房、1998/12） - ISBN 4480034358
- 『平行植物』新装版（レオ・レオーニ、宮本淳訳、工作舎、2011/01）- ISBN 978-4-87502-435-4